# Armand Alexandre de Castagny
Armand Alexandre de Castagny, né le 30 novembre 1807 à Vannes (Morbihan) et mort le 13 novembre 1900 à Belle-Île-en-Mer (Morbihan), est un général français.

## Biographie
Lieutenant, Armand-Alexandre de Castagny est au siège d'Anvers en 1832 puis sert en Algérie.
Sous le Second Empire, il participe à toutes les guerres menées par Napoléon III. 
Lieutenant-colonel au début de la guerre de Crimée, il est colonel du 7e Léger et se distingue à l'assaut du Mamelon Vert en juin 1855 puis à la bataille du pont Traktir. Son courage lui vaut de nombreuses citations et décorations. 
Général de brigade lors de la campagne d'Italie en 1859, on lui confie le 2e régiment de zouaves et la légion étrangère ; il s'illustre particulièrement au cours de la bataille de Magenta où le général Espinasse est tué à ses côtés en chargeant à la tête de troupes complètement désorganisées. Il entre le premier dans le bourg de Magenta. 
Le Mexique lui fournit l'occasion de montrer encore une fois ses qualités militaires, d'abord au cours du siège de Puebla. Mais c'est surtout dans l'organisation de ses marches vers Monterrey, puis à travers la Sierra Madre vers Mazatlan qu'il se fait remarquer. 
Devenu général de division (1864), il est chargé par Maximilien du Grand-commandement du Nord-Ouest et est envoyé en enfant perdu dans les solitudes de la Sonora et du Sinaloa, avec des effectifs manifestement trop faibles. Pur produit d'Afrique, Castagny pratique la contre-guérilla, et est contraint à une répression sévère contre les bandits qui se proclament de Juarez, afin de désolidariser ceux-ci de la population locale terrorisée. Il incendie notamment la ville de Saint Sébastien et fait fusiller Nicolás Romero et ses compagnons. Il applique aussi une politique indigéniste à l'égard des Indiens, se faisant l'instrument de la diplomatie française qui cherche à obtenir la concession pour le compte de l'empire français des gisements de métaux précieux de la basse-Californie.
Au cours de la guerre de 1870, Castagny obtient le commandement d'une division du 3e corps d'armée. À Forbach, au milieu des erreurs de Frossard et de l'inaction de Bazaine, il est le seul qui marche au canon pour dégager, en vain, le 2e corps. Enfermé dans Metz avec l'armée du Rhin, il fait preuve de sang-froid et de courage à la bataille de Borny où il est grièvement blessé.
De retour de captivité, Castagny est affecté en 1872 à la seconde section de l'état-major puis mis en retraite en 1878. Il se retire d'abord dans la région nantaise puis à Paris, avant de finir ses jours, seul, dans une chambre d'hôtel de Belle-Île-en-Mer.
Il meurt en 1900 dans son lit, doyen des généraux de division, à l'âge de 93 ans, après avoir parcouru pendant 43 ans tous les théâtres d'opération de la Monarchie de Juillet et du Second Empire.
Chef aussi distingué par son talent que par son intrépidité, Castagny est aussi un personnage hors norme, considéré par ses contemporains comme un original, excentrique, au parler rude, mais bon vivant et maniant l'humour. Culotte de peau, dur-à-cuire, tels sont les qualificatifs que l'on attribue au personnage devenu quasiment légendaire. Sa mauvaise humeur, ses éclats de voix sont réputés dans l'armée; mais au bas de l'échelle, les soldats l'appellent le "Père Castagny".

## Distinctions françaises et étrangères
- Ordre de la Légion d'honneur : chevalier (21 octobre 1838), officier (11 avril 1850), commandeur (12 juin 1856), grand-officier (15 août 1860)
- Médaille commémorative de la campagne d'Italie (18 octobre 1859)
- Médaille commémorative de l'expédition du Mexique (21 avril 1864)
- Chevalier-compagnon de l'Ordre du Bain (26 avril 1856)
- Médaille de Crimée (31 décembre 1856)
- Commandeur de l'Ordre du Médjidié (mars 1856)
- Médaille de la valeur militaire de Sardaigne	(15 janvier 1857)
- Commandeur de l'Ordre des Saints-Maurice-et-Lazare d'Italie (29 février 1860)
- Grand-croix de l'Ordre de Notre-Dame de Guadalupe (10 avril 1866)

## Sources
- Larousse du XXe siècle
- Annuaires Militaires de l'époque.
- Dossier de Légion d'honneur du général de Castagny
- Caraës Jean-François, Le général de Castagny (1807-1900), servir dans l'armée française sous le second empire, Paris, L'Harmattan, coll. "chemins de la mémoire", 2001